# Dialetti della Marsica
Per dialetti marsicani si intendono le varietà linguistiche romanze appartenenti al raggruppamento dei dialetti meridionali intermedi e dei dialetti italiani mediani parlati rispettivamente nell'area fucense-rovetana e in quella nordoccidentale della Marsica, in Abruzzo.

## Distribuzione geografica

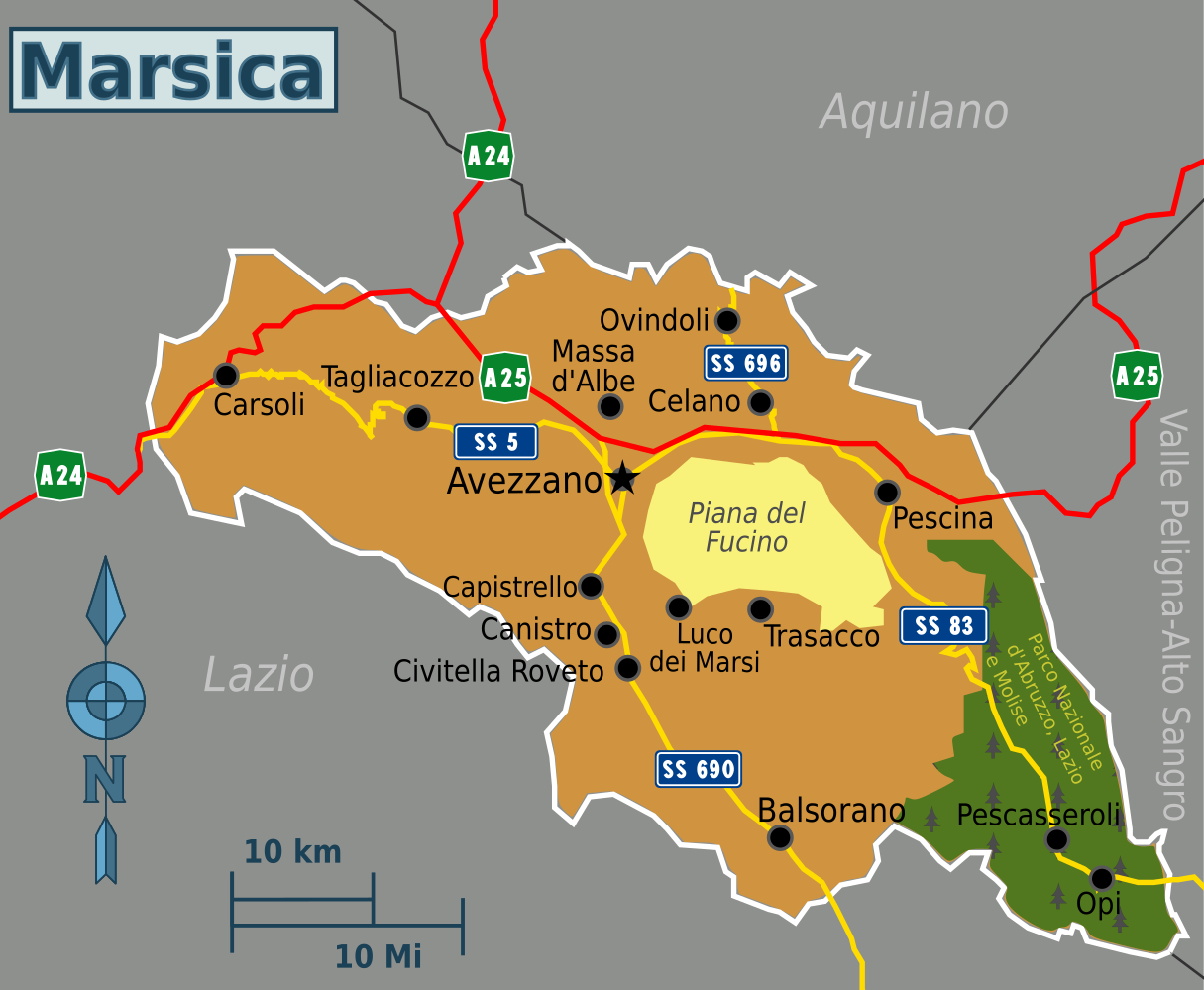
Mappa della Marsica odierna

I dialetti marsicani sono parlati nella subregione più occidentale dell'Abruzzo. I loro confini linguistici corrono a nord tra i territori situati a ridosso del monte Velino e l'altopiano delle Rocche, a sud tra il parco nazionale d'Abruzzo e la valle Roveto, ad ovest tra i territori della piana del Cavaliere e del tagliacozzano e ad est tra i comuni della valle del Giovenco e le località prossime al passo di Forca Caruso.
Il continuum italiano-mediano nel territorio della Marsica copre l'area palentino-carseolana, l'area di Tagliacozzo e del suo circondario (Castellafiume, Scurcola Marsicana) e l'alta valle dell'Aniene nel Lazio. Giunge fino alla periferia di Avezzano (San Pelino, Antrosano e Cese); presso Rocca di Mezzo confina con il dialetto aquilano.
Il gruppo italiano meridionale è invece diffuso nell'area meridionale della Marsica. È parlato a Celano e ad Avezzano, nell'area fucense, nella valle del Giovenco e nel parco nazionale d'Abruzzo. A settentrione, si estende fino ad alcune località dell'altopiano delle Rocche.
In queste aree presenta relativamente ad alcune caratteristiche fonetiche una somiglianza con il napoletano a causa degli scambi economici documentati durante il Regno di Napoli.
Prima e dopo il prosciugamento del lago Fucino e dopo il terremoto del 1915, che causò notevoli spostamenti di carattere demografico, si è diffuso l'influsso operato dall'italiano regionale romano che successivamente è andato radicandosi anche a causa dell'industrializzazione e delle relazioni di pendolarismo con la Capitale.

## Lingue di sostrato
I dialetti marsicani, come il resto dei dialetti abruzzesi, si presentano frammentati. Difatti, i dialetti marsicani sono stati inevitabilmente influenzati anche dalle vicende storiche della subregione che già in epoca antica era divisa in due aree: quella a settentrione del lago Fucino, occupata dagli Equicoli e quella a meridione abitata dai Marsi. Entrambe le antiche popolazioni parlavano dialetti appartenenti al gruppo Osco-Umbro. Gli Equi usavano un dialetto osco mentre i Marsi utilizzavano il marso, una varietà dialettale della lingua umbra.
Dopo la guerra sociale, avvenuta tra il 90 e l'88 a.C., cominciò il processo di romanizzazione che favorì la progressiva diffusione del latino, il quale assorbì progressivamente le lingue delle popolazioni italiche.

## Lingue di superstrato

### Germanismi
La dominazione dei Goti e soprattutto quella dei Longobardi, avvenuta in Abruzzo nel VI secolo, ha lasciato numerosi segni nella toponomastica locale. Nella Marsica l'esempio più lampante di germanismo è rappresentato dal nome di Scurcola Marsicana derivante dal termine germanico Skulk (posto di guardia).

## Primi studi
Negli anni Venti del XX secolo, nell'ambito della raccolta delle inchieste dialettali per la realizzazione dell'Atlante linguistico ed etnografico dell'Italia e della Svizzera meridionale di Karl Jaberg e Jakob Jud, lo studioso svizzero Paul Scheuermeier si recò nell'area mediana marsicana, mentre il ricercatore tedesco Gerhard Rohlfs indagò il versante linguisticamente meridionale della subregione. I due studiosi proposero dei questionari agli abitanti di alcune località della Marsica come Tagliacozzo e Trasacco trascrivendo le risposte e classificando i rispettivi dialetti. Scheuermeier tornò in questi luoghi qualche anno dopo tra il 1930 e il 1935 insieme al pittore elvetico Paul Boesch che realizzò fotografie, schizzi e disegni ritraenti gli attrezzi agricoli legati allo stile di vita delle popolazioni marsicane dell'epoca.
Nel 1930 lo studioso friulano Ugo Pellis, a cui si deve la nascita dell'Atlante linguistico italiano, si fermò a Paterno, Petrella Liri e Cocullo per registrarne le rispettive parlate.
Nel 1977, il linguista veneto Giovan Battista Pellegrini realizzò la Carta dei dialetti d'Italia nella quale la Marsica appare linguisticamente divisa lungo un asse nord-sud-ovest tra i dialetti mediani e quelli meridionali. Due anni dopo, il linguista abruzzese Ernesto Giammarco distinse ugualmente in due gruppi i dialetti dell'area abruzzese occidentale, quelli sabini di tipo mediano e quelli abruzzesi di tipo meridionale. Viene quindi confermato ulteriormente un profilo linguistico della Marsica caratterizzato dalla compresenza di diverse identità linguistiche.

## Suddivisione

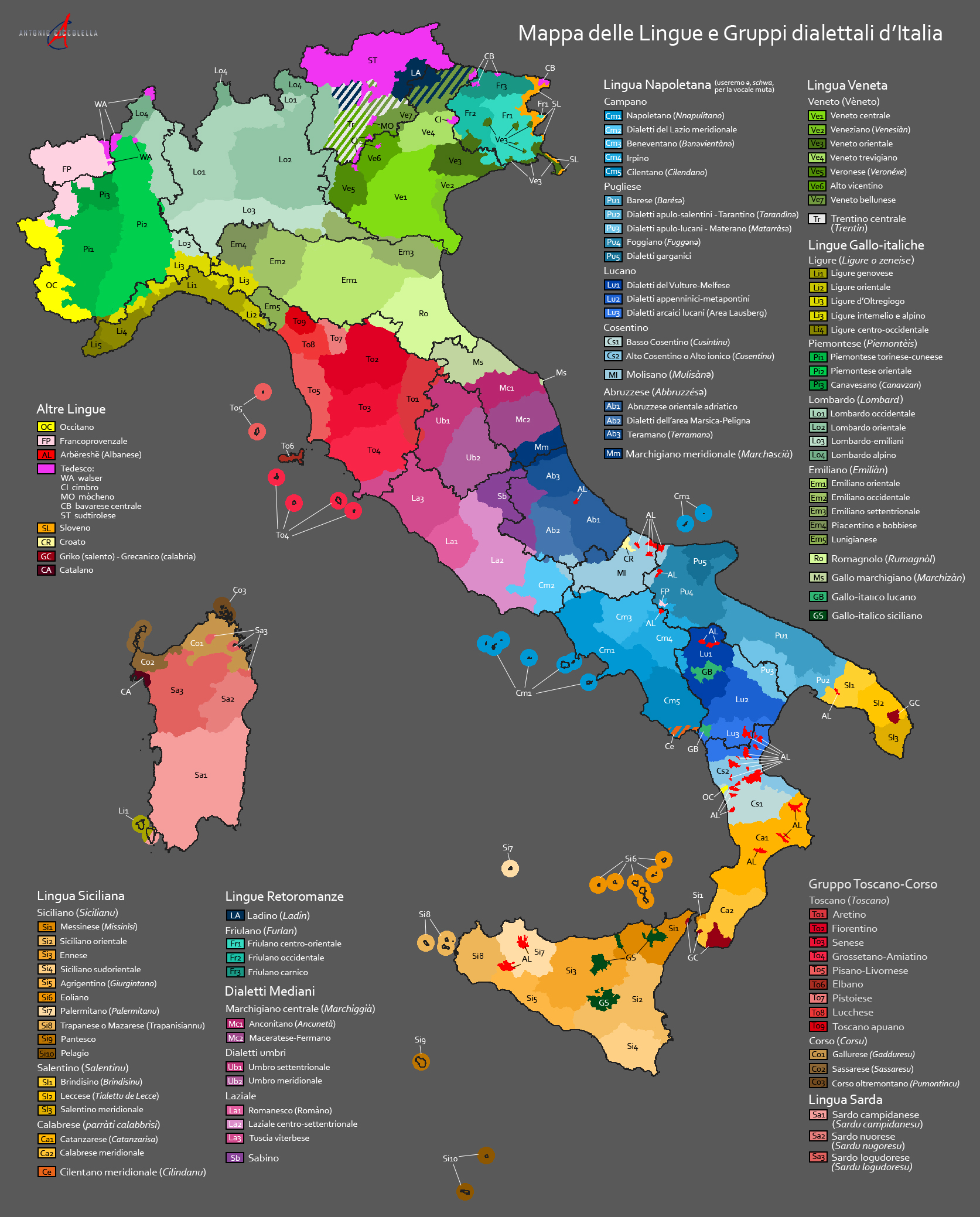
Mappa delle lingue e dei dialetti italiani

Gli idiomi nella Marsica possono essere suddivisi in due grandi gruppi dialettali. Nell'area della piana del Fucino e nella parte meridionale della subregione si parlano dialetti meridionali intermedi. Invece, nell'area settentrionale della subregione, tra i territori di San Pelino, Tagliacozzo, Carsoli e fino all'alta valle dell'Aniene, oltre il confine tra Abruzzo e Lazio, sono parlati dialetti italiani mediani. Più precisamente, nella Marsica possono essere identificati quattro sottogruppi linguistici omogenei: 
- Dialetti della Marsica fucense (Aielli, Avezzano, Celano, Cerchio, Collarmele, Collelongo, Luco dei Marsi, Ovindoli, Paterno, Rovere, Trasacco, Villavallelonga) e della valle Roveto (Balsorano, Civita d'Antino, Morino, San Vincenzo Valle Roveto).
- Dialetti della Valle del Giovenco (Bisegna, Gioia dei Marsi, Lecce nei Marsi, Ortona dei Marsi, Ortucchio, Pescina, San Benedetto dei Marsi) e dell'Alto Sangro (Opi[17], Pescasseroli, Villetta Barrea, Civitella Alfedena, Barrea, Scontrone, Alfedena)[18].
- Dialetti del Tagliacozzano (Antrosano, Canistro, Capistrello, Cappadocia, Castellafiume, Cese dei Marsi[19], Civitella Roveto e Meta[20], Magliano de' Marsi, Massa d'Albe, San Pelino, Sante Marie, Scurcola Marsicana, Tagliacozzo).
- Dialetti del Carseolano (Carsoli, Oricola, Pereto, Rocca di Botte)[21][22].

## Principali caratteristiche fonetiche
I dialetti marsicani sono stati influenzati dalla geografia e dalla storia della subregione. Ciò ha contribuito alla conservazione fino a tempi recenti di alcune peculiarità. Un esempio è costituito dalla differenziazione su base sessuale del dialetto di Pescasseroli.

### Vocalismo

#### Metafonesi
Questo fenomeno colpisce le vocali toniche é, è, ó, ò (chiuse/aperte) del sistema romanzo comune quando la vocale finale della parola originaria latina è i oppure u. In particolare, ciò avviene per i sostantivi e gli aggettivi maschili singolari (terminazione latina -um) e plurali (terminazione latina -i), rispetto ai corrispondenti femminili singolari e plurali (terminazioni -a, -ae). Nella Marsica esiste la metafonesi di tipo sabino che consiste nel passaggio di é e ó a i e u mentre le vocali aperte è, ò subiscono la chiusura in é e ó.

#### Isocronismo sillabico
Buona parte del sistema vocalico romanzo comune è stato successivamente alterato, in alcune zone, da una corrente linguistica. Essa ha provocato l'apertura in è, ò delle vocali chiuse é, ó in sillaba complicata (sillaba terminante in consonante) e la contemporanea chiusura in é, ó delle vocali aperte è, ò in sillaba libera, ovvero nelle sillabe che terminano con la vocale stessa. Questo fenomeno può essere completo, come avviene nella valle Peligna meridionale (Pacentro, Introdacqua, ecc.) o anche soltanto parziale, limitato cioè alla sola chiusura delle toniche aperte in sillaba libera, o viceversa alla sola apertura delle chiuse in sillaba complicata. Le aree della Marsica orientale in cui è presente l'isocronismo parziale sono l'alto Sangro e la valle del Giovenco.

#### Indebolimento delle vocali atone
Costituisce la caratteristica più vistosa dei dialetti centro-meridionali. Nella Marsica, eccetto il Tagliacozzano e la piana del Cavaliere, le vocali atone (non accentate) tendono a confluire nell'unico esito indistinto "ə".

### Consonantismo

#### Palatalizzazione
La Marsica è uniformemente interessata dal fenomeno della palatalizzazione. Questo fenomeno consiste nel passaggio dei nessi li, lu, lli, llu a ji, ju, gli, gliu.

#### Altri fenomeni
Fenomeni generali, comuni all'intera Italia centro-meridionale sono l'assimilazione di lat. volg. MB, ND in mm, nn, come in sammuche "sambuco", mónne "mondo"; la sonorizzazione delle consonanti dopo n, m ed anche di s dopo r, come in fónde "fonte", càmbe "campo", órze "orso", e la resa -r- del nesso latino volgare -RJ-.